# Ender Tunnel

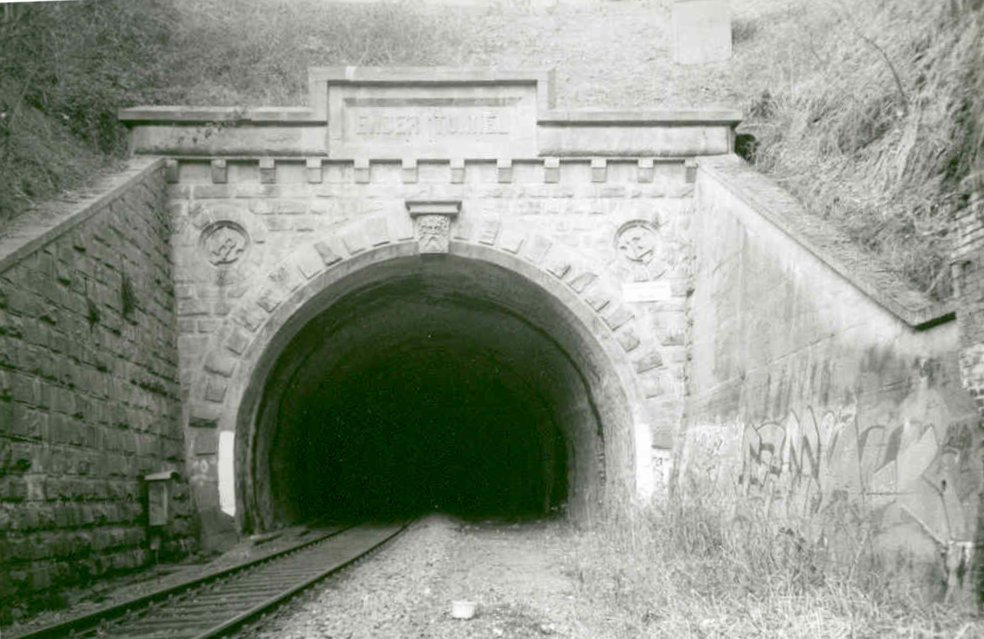
Portal

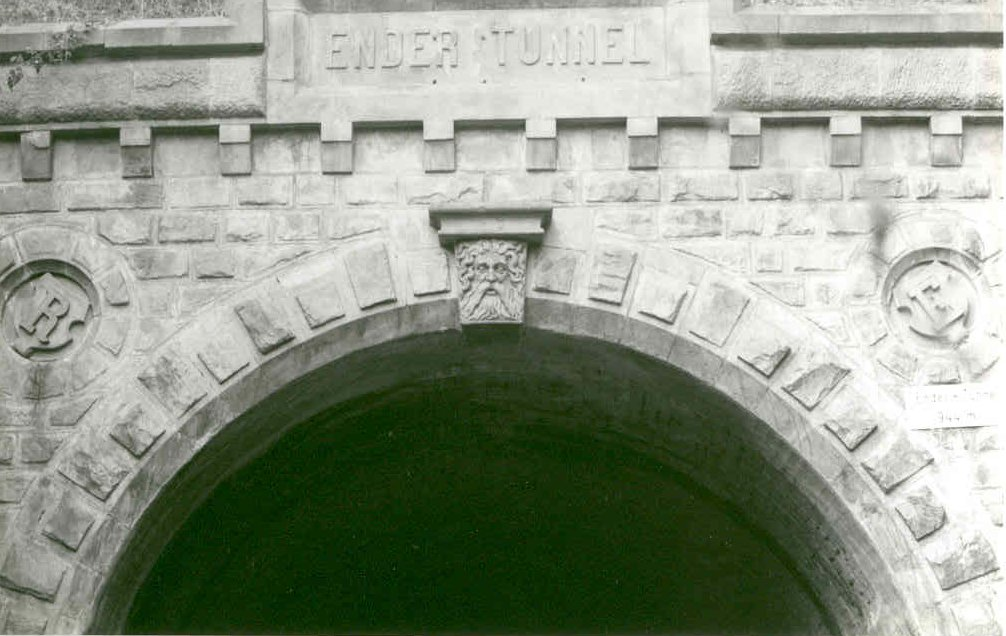
Detail des südlichen Portals des Ender Tunnels

Der Ender Tunnel ist ein 944 m langer Eisenbahntunnel auf Dortmunder und Herdecker Stadtgebiet (Ortsteil Ende) unter dem Hauptkamm des Ardeygebirges. Er beschreibt einen S-förmigen Verlauf mit Kurven an seinen Enden und einem geraden Abschnitt zwischen den beiden Kurven. Das Profil des Tunnels ist für zwei Gleise bemessen, wird aber zurzeit nur von einem Gleis genutzt.
Der Ender Tunnel wurde 1870 bis 1871 von der Rheinischen Eisenbahn-Gesellschaft im Verlauf der Bahnstrecke Dortmund Süd–Düsseldorf-Derendorf („Rheinische Strecke“) erbaut und wird heute von der RB 52 (Volmetalbahn) im nördlichen Abschnitt Dortmund–Hagen–Lüdenscheid befahren.
Eine Besonderheit des Bauwerks ist der Kopf des griechischen Gottes Hades als Relief auf dem Schlussstein des südlichen Portals. Die damit zum Ausdruck gebrachte Deutung des Tunnelportals als Eingang zur Unterwelt (Hölle) ist wegen der negativen Konnotation eher ungewöhnlich für ein Verkehrsbauwerk, auf dessen Sicherheit und Zuverlässigkeit die Benutzer vertrauen sollen.